# Chasing Danger
Série Steve Mitchell
Sharpshooters (1938)
Pour plus de détails, voir Fiche technique et Distribution.
Chasing Danger est un film américain en noir et blanc réalisé par Ricardo Cortez, sorti en 1939. 
C'est la suite du film Sharpshooters (1938).

## Synopsis
Steve Mitchell, un cadreur américain tournant des films d'actualités pour le cinéma, est en poste à Paris avec son collègue Waldo, pour couvrir une rébellion arabe en Algérie. Il découvre la source des armes et qui finance la guerre dans le désert.

## Fiche technique
- Titre original : Chasing Danger
- Réalisation : Ricardo Cortez
- Scénario : Robert Ellis, Helen Logan (en), Leonardo Bercovici (histoire)
- Photographie : Virgil Miller
- Montage : Norman Colbert
- Producteur : Sol M. Wurtzel
- Société de production et de distribution : 20th Century Fox
- Pays de production :  États-Unis
- Langue originale : anglais américain
- Format : noir et blanc — 35 mm — 1,37:1 — son : mono (Western Electric Mirrophonic Recording)
- Genre : aventure, action
- Durée : 60 minutes
- Dates de sortie : 5 mai 1939

## Distribution
- Preston Foster : Steve Mitchell
- Lynn Bari : Renée Claire
- Wally Vernon : Waldo Winkle
- Henry Wilcoxon : captaine Andre Duvac
- Joan Woodbury : Hazila
- Harold Huber : Carlos Demitri
- Roy D'Arcy : Corbin
- Stanley Fields : le capitaine du navire « Fontaine »
- Pedro de Cordoba : Gurra Din
- Jody Gilbert (en) : la fille voilée